# Beatrice d'Ornacieux
Beatrice d'Ornacieux (Ornacieux, 1260 circa – Eymeux, 25 novembre 1303) è stata una religiosa francese, appartenente al ramo femminile dell'ordine certosino, venerata come beata dalla Chiesa cattolica.

## Biografia
Beatrice nacque intorno al 1260 a Ornacieux, nell'attuale dipartimento dell'Isère. Entrò nel 1273 nel convento di Parménie, ha poi fondato un monastero a Eymeux, dipartimento della Drôme, dove visse in austerità. Morì nel 1303.
Il testo principale sulla sua vita è stato scritto nel XIII secolo da Margherita d'Oingt in lingua francoprovenzale con il titolo originale: Li Via Seiti Biatrix d'Ornaciu.

## Culto
Beatrice d'Ornacieux è stata beatificata da Papa Pio IX il 15 aprile 1869.
Nella diocesi di Grenoble si celebra il 27 novembre, in quella di Valence, invece il 13 febbraio. Il giorno della sua festa liturgica è stata fissata per il 25 novembre dal nuovo Martirologio Romano: "Nel territorio di Valence in Francia, beata Beatrice d'Ornacieux, vergine dell'Ordine Certosino, che, insigne per l'amore verso la Croce, visse e morì in estrema povertà nel cenobio di Eymeu da lei stessa fondato".